# بربراتی
بربراتی (به لاتین: Berbérati) یک منطقهٔ مسکونی در جمهوری آفریقای مرکزی است که در مامبره کادئی واقع شده‌است. بربراتی ۶۷ کیلومتر مربع مساحت و ۱۰۵٬۱۵۵ نفر جمعیت دارد و ۵۸۹ متر بالاتر از سطح دریا واقع شده‌است.